# Terry Medwin
Terence Cameron Medwin, detto Terry (Swansea, 25 settembre 1932 – Swansea, 1º maggio 2024), è stato un calciatore gallese, di ruolo ala destra.

## Biografia
Terry Medwin nacque a Swansea il 25 settembre 1932.
Medwin firmò per la squadra della sua "città natale", lo Swansea Town, da dilettante, e nel 1949 firmò il contratto da professionista con il club. Solo nel gennaio del 1952 fece il suo debutto in prima squadra contro il Blackburn Rovers. Medwin collezionò 147 presenze in Football League con gli Swans.
Medwin si trasferì al Tottenham Hotspur per 25.000 sterline nel maggio del 1956. Segnò due gol al suo debutto nella vittoria per 4-1 contro il Preston North End al Deepdale nell'agosto del 1956. Medwin giocò per gli Spurs fino al maggio del 1963, quando durante una tournée in Sudafrica si ruppe una gamba, costringendolo al ritiro anticipato. Durante questo periodo segnò 72 gol in 215 partite in tutte le competizioni e contribuì alla vittoria del Double nella stagione 1960-61, partecipando anche alla vittoriosa finale di FA Cup del 1962.
Medwin fece la sua prima apparizione per il Galles nell'aprile del 1953 in una vittoria in trasferta per 3-2 contro l'Irlanda. Rappresentò il Galles nella Coppa del Mondo FIFA del 1958, giocando in quattro delle cinque partite in cui il Galles giocò e segnando il gol della vittoria nello spareggio del primo turno per 2-1 contro l'Ungheria che mandò il Galles ai quarti di finale. Fu l'ultimo giocatore a segnare per il Galles nella finale di un torneo importante, fino a quando Gareth Bale segnò nella partita di apertura del Galles a UEFA Euro 2016. In totale collezionò 30 presenze e segnò sei gol per il Galles dal 1953 al 1963.
Dopo la fine della sua carriera da giocatore, Medwin gestì il Cheshunt, allenò il Cardiff City, il Fulham, il Norwich City e fu assistente allenatore di John Toshack allo Swansea. Nel 1971, fu l'allenatore di una squadra del Galles XI che fece una tournée in Asia e Oceania e che fu allenata da Dave Bowen.[1]
Morì a Swansea il 1º maggio 2024 all'età di 91 anni.

## Palmarès

### Club

#### Competizioni nazionali
- Coppa del Galles: 1

Swansea: 1949-1950
- Campionato inglese: 1

Tottenham: 1960-1961
- Coppa d'Inghilterra: 2

Tottenham: 1960-1961, 1961-1962
- Community Shield: 2

Tottenham: 1961, 1962

#### Competizioni internazionali
- Coppa delle Coppe: 1

Tottenham: 1962-1963